# Bayramören
Bayramören là một huyện thuộc tỉnh Çankırı, Thổ Nhĩ Kỳ. Huyện có diện tích 334 km² và dân số thời điểm năm 2007 là 2608 người, mật độ 8 người/km².